# Koninklijke Nederlandse Cricket Bond
De KNCB of de Koninklijke Nederlandse Cricket Bond is de Nederlandse cricketbond. De bond is opgericht op 30 september 1883 op initiatief van de Haagsche Cricket Club. Tot voorlopig bestuur werd gekozen Frans Netscher (voorzitter), Jaap van Stolk (secretaris, tevens voorzitter van de Haagsche C.C.) en jhr. Hans Hooft van Woudenberg (penningmeester). 
Nog geen jaar na de oprichting, in juni 1884, waren de volgende clubs aangesloten bij de bond:
- R.U.N. (Amsterdam)
- Beverwijksche C.C. (Beverwijk)
- Hilversum (Hilversum)
- Hercules (Utrecht)
- Sphaerinda (Utrecht)
- Achilles (Amersfoort)
- U.D. (Deventer)
- Frisia (Leeuwarden)
- Arnhemsche C.C. (Arnhem)
- Gelria (Nijmegen)
- E.M.M. (Middelburg)
- Rotterdamsche C.C. (Rotterdam)
- Arena I (Rotterdam)
- Arena II (Rotterdam)
- Hercules (Rotterdam)
- Haagsche C.C. (Den Haag)
- Olympia (Den Haag)
- Delftsche C.C. (Delft)

Op 23 augustus 1884 organiseerde de Nederlandschen Cricket Bond voor het eerst een nationale wedstrijd. Aan dit vijfdaags toernooi op het Malieveld in Den Haag namen vijf verenigingen deel. De finale ging tussen de Haagsche C.C. en R.U.N. uit Amsterdam (29 runs tegenover 16 runs).
De bond zorgt tot op de dag van vandaag voor de organisatie van Nederlandse cricketcompetities en cricketevenementen. Het organiseert bijvoorbeeld de Topklasse, Hoofdklasse, Eerste Klasse en de Twenty20 Cup en vele competities op lager niveau. Er zijn boven op apart competities voor dames en voor de jeugd. Ook is de KNCB het instituut dat het Nederlands elftal onder zich heeft.
De huidige voorzitter van de KNCB is Guido Landheer.

## 100 jaar
Bij het 100-jarig bestaan van de bond in 1983 is het predicaat koninklijk toegekend. Ter gelegenheid van zowel het 50-jarig bestaan als het 100-jarig bestaan is een jubileumboek uitgegeven. Het boek uit 1983 is getiteld: 'Een eeuw georganiseerd cricket in Nederland' onder redactie van Ruud Onstein, C.J. Slagter († 1996), J.E. Koch en J. Nieuwenhuyzen Kruseman, die eerder de jubileumuitgave over de Haagsche Cricket Club 1878-1968 schreef.

## Ledenaantallen
Hieronder de ontwikkeling van het ledenaantal en het aantal verenigingen:
| Jaar | Ledenaantal | Verenigingen |
| ---- | ----------- | ------------ |
| 2019 | 6.000       | 59           |
| 2018 | 5.000       | 46           |
| 2017 | 5.026       | 48           |
| 2016 | 5.690       | 45           |
| 2015 | 5.230       | 55           |
| 2014 | 5.115       | 61           |
| 2013 | 6.060       | 63           |
| 2012 | 5.477       | 60           |
| 2011 | 5.901       | 62           |
| 2010 | 5.237       | 62           |
| 2009 | 5.275       | 62           |
| 2008 | 5.203       | 62           |
| 2007 | 5.379       | 70           |
| 2006 | 5.379       | 70           |
| 2005 | 5.621       | 70           |
| 2004 | 5.426       | 70           |
| 2003 | 5.614       | 70           |
| 2002 | 5.521       | 63           |
| 2001 |             | 69           |
| 1999 | 7.381       | 69           |
| 1996 | 7.073       | 75           |
| 1993 | 5.907       |              |
| 1990 | 4.635       |              |
| 1987 | 4.956       |              |
| 1984 | 4.703       |              |
| 1981 | 4.108       |              |
| 1978 | 4.400       |              |